# 제4회 영국 아카데미 영화상
제4회 영국 아카데미 영화상은 1950년 최고의 영화를 기리기 위해 1951년 2월 22일에 열린 시상식이다.

## 수상

### 작품상
- 이브의 모든 것 수상

### 알렉산더 코다 상
- The Blue Lamp 수상

### UN상
- 사막의 침입자 수상

### 특별상
- The True Fact of Japan - This Modern Age 수상

## 같이 보기
- 제8회 골든 글로브상
- 제23회 아카데미상